# Lucky Luke: Fin de la Légende
Pour les articles homonymes, voir Lucky Luke (homonymie).
 (février 2025).
Pour plus de détails, voir Fiche technique et Distribution.
Lucky Luke : Fin de la légende (English: Lucky Luke: End of Legend) est un court métrage du genre comédie, western et aventure, produit en 2022 en tant que fan film. Ce film, connu pour son style visuel unique, est considéré comme le premier volet de la trilogie Motion Comics. Le court métrage inspiré du pop art a été réalisé pour transmettre le sentiment d’une bande dessinée live,,.

## Jeu vidéo
En septembre 2025, un jeu vidéo sortira sur les téléphones Android et sera quelque peu fidèle aux éléments du film.